# Renee Donlon
Renée Rossi Donlon (* im 20. Jahrhundert) ist eine US-amerikanische Schauspielerin.

## Karriere
2010 spielte Renee Donlon im Drama co2 die Rolle der Jen.

## Filmografie (Auswahl)
- 2009: Safe Haven (Kurzfilm)
- 2010: The Gaucho Incident (Kurzfilm)
- 2010: co2
- 2010: Employee of the Month (Kurzfilm)
- 2011: Cowboy Cafe (Kurzfilm)
- 2012: Pie Heaven (Kurzfilm)
- 2013: The Dress (Kurzfilm)
- 2014: Deflower
- 2014: Allston Xmas (Fernsehserie, eine Episode)
- 2015: Irene (Kurzfilm)
- 2017: Surprise.
- 2017: Port (Kurzfilm)